# Oswaldo Coelho de Oliveira
Oswaldo Coelho de Oliveira (Rio de Janeiro, 6 de setembro de 1884 – 29 de novembro de 1952) foi um médico brasileiro.
Doutorado em medicina pela Faculdade de Medicina do Rio de Janeiro em 1904, defendendo a tese “Do choque precordial”. Foi eleito membro da Academia Nacional de Medicina em 1913, ocupando a Cadeira 10, que tem Pedro Francisco da Costa Alvarenga como patrono.